# 阿佐特 (切爾卡瑟)
Azot是乌克兰一家氮肥制造商，產品出口至亚洲，欧洲和美洲。Azot的歷史可以追溯至1962年。1965年3月14日，該制造商生產出首批液氨。
該製造商的產品有：
- 弱硝酸
- 粒状硝酸铵
- 液态氨
- 尿素颗粒
- 尿素硝酸铵
- 氨水
- 硫酸铵
- 结晶硫酸铵
- 己内酰胺结晶和液体
- 液化二氧化碳
- 离子交换树脂